# Las Ranas

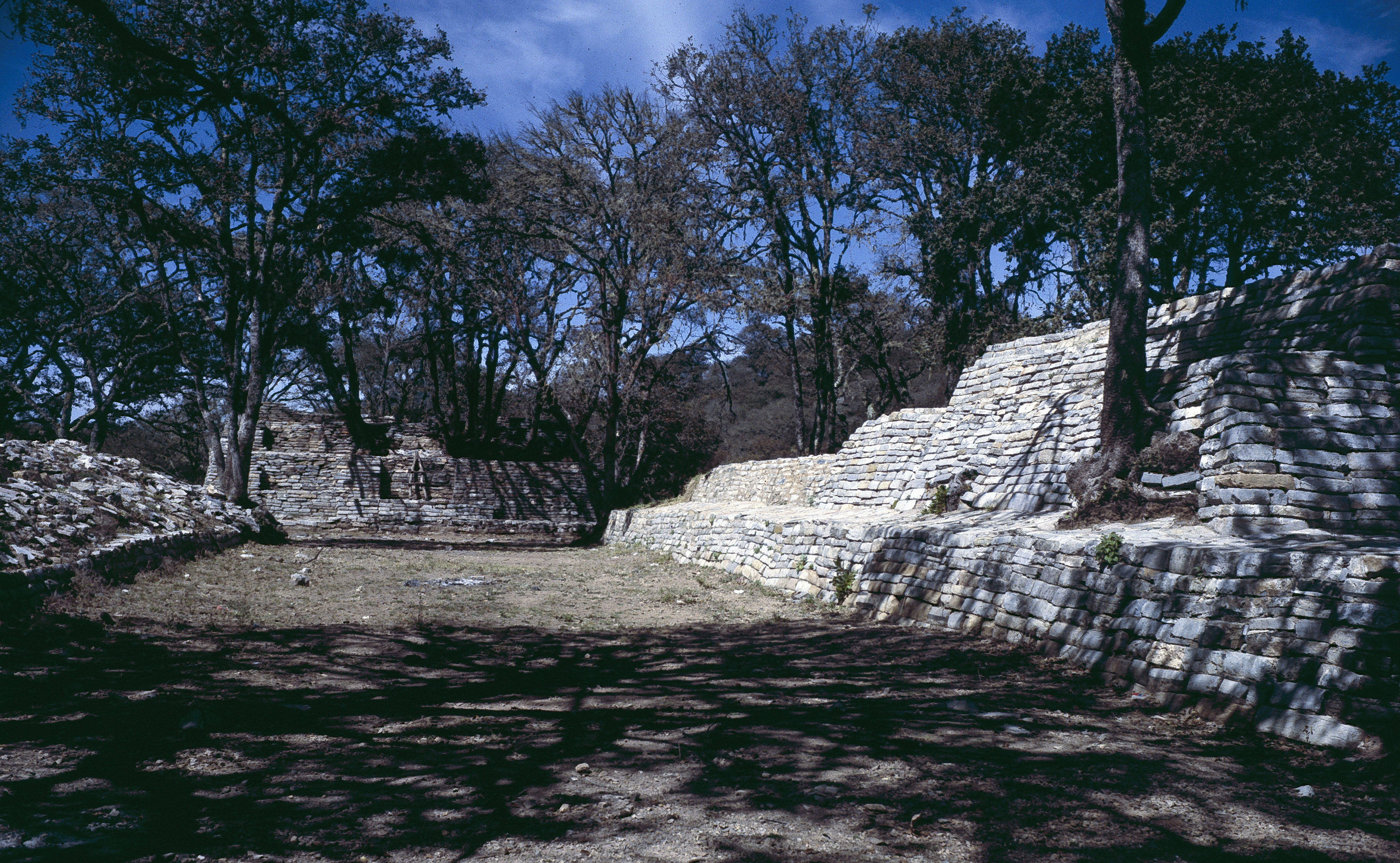
Las Ranas – Ballspielplatz

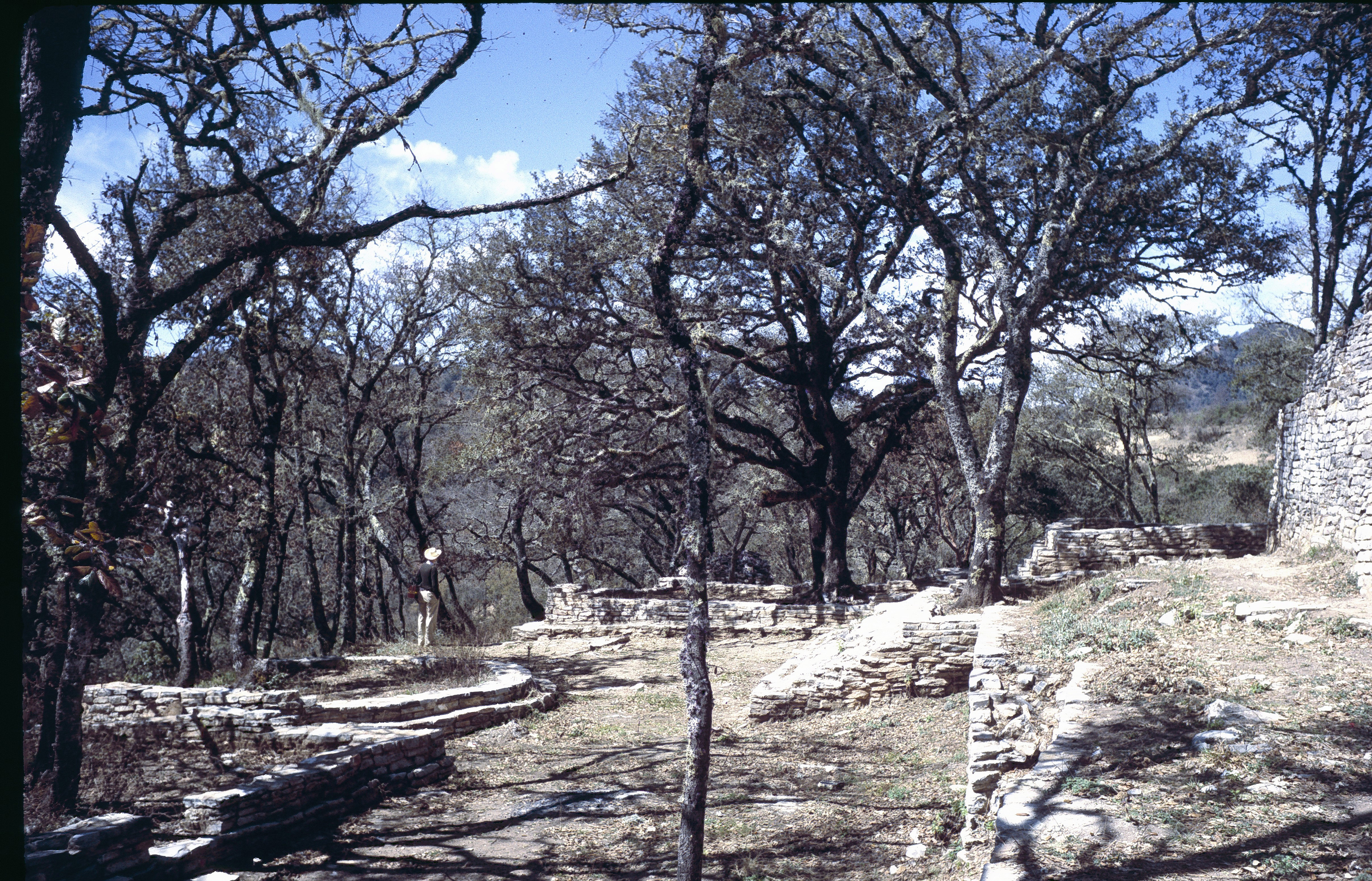
Terrasse mit runden und eckigen Bauten (Sockelmauern)

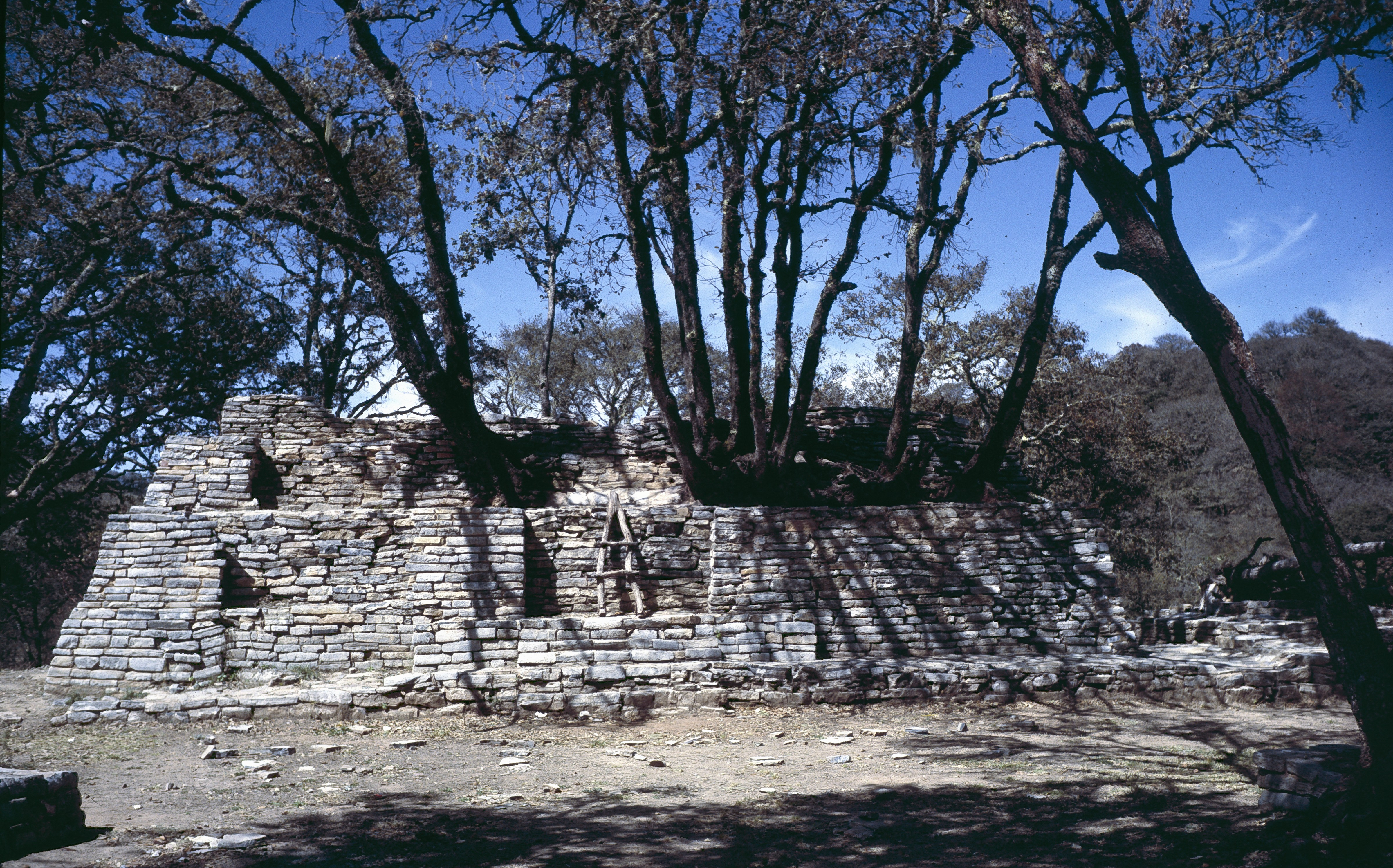
Pyramide an der Schmalseite des ausgegrabenen Ballspielplatzes

Las Ranas („die Frösche“) ist eine möglicherweise zum teotihuacánisch-toltekischen Kulturbereich gehörende Ruinenstätte im mexikanischen Bundesstaat Querétaro.

## Lage
Der Fundort liegt auf zwei schmalen, verbundenen Höhenrücken in knapp 2400 m Höhe ü. d. M. im südlichen Bereich der Sierra Gorda ca. 1 km (Luftlinie) nördlich der Kleinstadt San Joaquín.

## Geschichte
Der Platz war vom 7. bis 11. Jahrhundert besiedelt. In der Nähe gab es mehrere Mineneingänge, doch herrscht bislang Unklarheit über die seinerzeit hier abgebauten Mineralen (wahrscheinlich Zinnober). Die Ruinen wurden erstmals am Ende des 19. Jahrhunderts von nordamerikanischen Mineningenieuren beschrieben, vermessen und fotografiert. Archäologische Untersuchungen fanden ab dem Jahr 1980 statt.

## Ruinenstätte
Die Ruinenstätte ist durch seitliche Stützmauern und Terrassierungen befestigt. Die erhaltenen und teilweise restaurierten Bauten bestehen aus zahlreichen rechteckigen Plattformen für Gebäude aus vergänglichem Material sowie drei Ballspielplätzen und einigen hohen Pyramiden sowie mehreren runden Mauerkreisen. Alles Mauerwerk besteht aus natürlich anstehenden Steinplatten, die ohne besondere Zurichtung verbaut worden sind. Die Lage auf schwer zugänglichem Gelände weist auf das Bedürfnis nach Schutz vor kriegerischer Bedrohung hin. Lebensgrundlage waren der Ackerbau auf an den Berghängen angelegten Terrassenfeldern sowie der Abbau von und der Tauschhandel mit Mineralien.

## Sonstiges
In der Region befinden sich zahlreiche ähnlich gelegene und ausgebaute Ruinenstätten; zugänglich und teilweise freigelegt ist bislang lediglich das ca. 12 km entfernte Toluquilla.